# شزندرة صغيرة السداة
شزندرة صغيرة السداة (الاسم العلمي: Schisandra micrantha) هي نوع نباتي يتبع جنس الشزندرة من فصيلة الشزندرية.